# Andinska orogenesen
Den andinska orogenesen är ett fortgående orogenes som verkat sedan Jura som lett till Andernas uphöjning. Orogenesen är ett resultat av omaktiveringen av ett långlivat subduktionssystem längs Sydamerikas västkust. I kontinental skala kan Krita (90 Ma) och Oligocen (30 Ma) utpekas som perioder av omorganisering i orogenesen. På lokal nivå så skiljer sig detaljerna av andinska orogenesen beroende på vilken segment och tidsintervall det handlar om. 

## Översikt

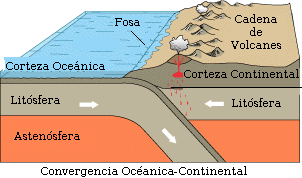
Förenklad profil av den Andinska orogenesen i dagsläget.

Ända sedan superkontinenten Rodinia bröts upp i Neoproterozoikum har den västra delen av Sydamerika varit involverad i ett serie av orogeneser. Under Paleozoikum hade andinska orogenesen föregångare i pampeanska, famatinska och gondwandska orogeneserna. De första stadierna av andinska orogenesen i Jura och Krita kännetecknades av tektonisk extension bland annat i form rifts och backarc bassänger samt av intrusioner av plutoner som bildade större batoliter. Utvecklingen tros ha varit länkad till subduktion av kallt oceanisk litosfär. I sen Krita (ca. 90 miljoner år sedan) förändrades orogenesens karaktär. Varmare och yngre oceanisk litosfär ska ha börjat dras ner i västra subduktionszonen. Denna subduktion bidrog både till kontraktionel deformation av olika bergarter samt också till den upphöjning och erosion som tog plats från och med sen Krita. Plattektoniska förändringar i mellesta Krita innebar också att subduktionen började gå i nordostlig riktning mot kontinenten från att tidigare ha gått i vinkel i sydostlig riktning. Ändringen i riktningen påverkade flera subduktionszonsparallella förkastningar så som  Atacama, Domeyko och Liquiñe-Ofqui förkastningarna. Omorganiserandet av plattektoniken i Sydamerika i mellersta och sen Krita kan ha varit påverkad av öppningen av Sydatlanten då Sydamerika skiljdes åt från Afrika.
I Oligocen bröts den oceaniska Farallonplattan upp och gav ursprung till de moderna Cocos och Nazca plattorna och utlöste  en serie förändringar i Andinska orogenesen. Den nya Nazcaplattan blev dragen åt gå i subduktion i vikelrät riktning mot kontinenten. Förändrade riktningen påbörjade det senaste och pågående uphöjnings cykeln, dock var uphöjningen störst i Miocen. Medan de olika segmenten av Anderna har separata upphöjningshistorik som helhet har Anderna rest sig betydligt de senaste 30 miljoner år (Oligocen–nutid).
Subduktion med låg lutning har varit vanlig under Andinska orogenesen och lett till ett förkortning och deformation av Sydamerikas jordskorpa plus avtagande vulkanisk aktivitet. Låg lutnings subduktion i Anderna har skiftat i tid och rum. För närvarande pågår det låg lutnings subduktion i norra Colombia (6–10° N), Ecuador (0–2° S), norra Peru (3–13° S) samt mellannorra Chile och Argentina (24–30° S).
Tillväxten av Anderna genom tektoniska rörelser och det regionala klimatet har utvecklats samtidigt och haft inflytande på varandra. Som topografisk barriär har Anderna hindrat inkomsten av fuktigt luft till Atacamaöknen. Arida förhållandena i Atacamaöknet har i tur påverkat massfördelningen som sker via erosion och flodtransport vilket haft inverkningar på fortsatt tektonisk deformation.